# Giorgio Odaglia
Giorgio Odaglia (Rapallo, 23 gennaio 1929 – Rapallo, 3 febbraio 2018) è stato un medico e pallanuotista italiano.
Campione italiano di pallanuoto con la Pro Recco, è stato attivo ricercatore scientifico nel campo della fisiopatologia sportiva e pioniere della medicina subacquea: ha descritto una manovra di compensazione originale, denominata "Marcante-Odaglia", e indicato misure per la sicurezza delle immersioni.

## Carriera universitaria
Ha conseguito la Laurea in Medicina presso l’Università degli Studi di Genova nel 1952, e si è poi specializzato in Medicina del Lavoro ed in Cardiologia.
È stato Professore Ordinario presso l’Università di Genova: docente di Medicina del Lavoro e Medicina dello Sport, nonché direttore dell’Istituto di Medicina dello Sport e della Scuola di Specializzazione in Medicina dello Sport.
Ha insegnato Fisiopatologia Subacquea e Medicina applicata allo Sport presso l’ISEF di Firenze e Genova (1977-1982), Cardiologia nella scuola di specializzazione in Medicina del Nuoto e delle Attività Subacquee presso l’Università di Chieti (1979-1983),

## Attività scientifica
Ha dedicato particolare impegno allo studio delle attività subacquee, dopo esperienze personali dirette di immersioni in apnea e con autorespiratori ad ossigeno e ad aria compressa.
Dopo la laurea ha sviluppato a Genova per molti anni, col collega Damiano Zannini, anche lui assistente presso l’Istituto di Medicina del Lavoro dell’Università, ricerche sulla fisiopatologia subacquea, curando con vari impianti iperbarici palombari, cassonisti (impegnati alla realizzazione di strutture nel porto di Genova) ed i primi subacquei che si immergevano con ARA; ciò ricorrendo anche all’impiego pioneristico di una camera Galeazzi monoposto telescopica in caso di incidenti da decompressione. Dal 1956 la messa in funzione, col supporto dell'INAIL, di una camera multiposto con maggiori pressioni di esercizio ha consentito centinaia di trattamenti in un periodo di trent’anni, con esperimenti e ricompressioni terapeutiche di lavoratori e, in misura sempre maggiore, di appassionati subacquei.
Grazie ad una borsa di studio ha potuto lavorare per sei mesi anche al Centro Studi Iperbarici della Facoltà di Marsiglia.
Di grande rilievo è stata l’ideazione di una nuova manovra di compensazione nell'orecchio medio, proposta nel 1953 da Duilio Marcante e studiata con Odaglia nei suoi aspetti fisiopatologici (“manovra di Marcante-Odaglia”), che si è dimostrata molto efficace, sicura e largamente impiegata dai sub in tutto il mondo.
Con alcuni pionieri delle attività subacquee (tra cui Luigi Ferraro e Marcante) nel 1956 ha fondato a Genova il Centro Italiano Ricercatori Subacquei (C.I.R.S.), di cui è stato poi consigliere negli anni 1966-1972; nel centro si sono riuniti, attorno al gruppo genovese, studiosi di tutte le problematiche, non solo mediche, riguardanti il mondo subacqueo, che provenivano da tutta Italia e che per molti anni si sono incontrati nei primi convegni scientifici del settore.
Il 19 settembre 1956 nel mare al largo di Rapallo ha prestato assistenza medica al record di immersione in apnea di Falco e Novelli, i primi a raggiungere 41 metri di profondità. È nato poco più tardi il lungo rapporto di amicizia con un altro campione italiano delle immersioni in apnea, Enzo Maiorca.
Nel maggio 1963 nell'Istituto di Medicina del Lavoro di Genova ha organizzato il 1º corso di Medicina Subacquea, con la partecipazione di 40 medici da tutta Italia, che comprendeva anche didattica tecnica e pratica; il corso è stato ripetuto nei due anni successivi. Fino alla nascita della specializzazione in Medicina del Nuoto e delle Attività Subacquee a Chieti, sono quelli gli unici medici in Italia ad avere ricevuto un attestato ed una formazione specifica relativa alla Medicina subacquea.

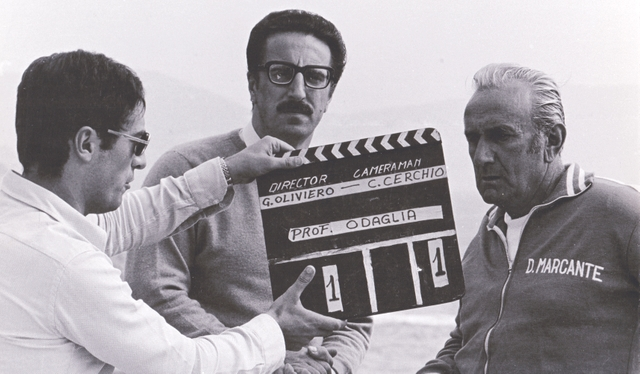
Ïl Prof. Odaglia e Duilio Marcante a Nervi nel 1973

Un ottimo riscontro hanno avuto i primi corsi di addestramento alle immersioni per sub dilettanti ed operatori delle Forze Pubbliche (Vigili del Fuoco, Carabinieri, Polizia ed anche Corpi stranieri, quali la Polizia Cantonale di Zurigo) tenuti presso il Centro Subacqueo Mediterraneo di Nervi. Costituito nel 1952 da enti locali (Comune di Genova, Azienda di Soggiorno di Nervi, Ente Provinciale Turismo), il Centro, guidato da dirigenti designati dagli Enti stessi, fu affidato per la parte tecnica a Marcante (che lo ha diretto fino alla sua scomparsa nel 1985) e presieduto da Odaglia dal 1968. Tra le finalità statutarie del Centro, a cui ha contribuito con tanta dedizione, la manutenzione della statua del Cristo degli Abissi e l’organizzazione dell’annuale cerimonia commemorativa nella baia di S. Fruttuoso di Camogli.
Il diffuso interesse nei confronti dell’attività subacquea e l’importanza attribuita ad una seria didattica e preparazione dei neofiti ha determinato una grande diffusione dell’informazione, tanto che Odaglia, insieme a Marcante, nel 1971 ha preso parte alla trasmissione televisiva RAI “Sub 71”, in sei puntate settimanali, curando gli interventi relativi alla sicurezza delle immersioni, a due puntate di “Mare sicuro” e, nel 1972, ad un filmato didattico a colori della RAI, alcune puntate del quale sono state riprese proprio a Nervi.
Verificati i vantaggi dell’ossigenoterapia in iperbarismo per il trattamento di varie malattie, il 28 marzo 1977 Giorgio Odaglia è stato tra i fondatori della Società Italiana di Medicina Subacquea ed Iperbarica (da lui presieduta nel 1978), un’associazione non a scopo di lucro per promuovere l’acquisizione e lo scambio dei dati scientifici nel campo delle attività subacquee e delle applicazioni dell’iperbarismo attraverso ricerche, pubblicazioni ed incontri.
È stato autore di oltre 150 pubblicazioni su studi di cardiologia, medicina dello sport e medicina subacquea, e direttore, redattore o collaboratore di molteplici riviste mediche.

### La manovra di compensazione forzata
La manovra di Marcante-Odaglia si esegue a naso chiuso facendo arretrare la base della lingua fino a premere sul palato molle, per poi eseguire, con i muscoli faringei, movimenti simili a quelli della prima fase della deglutizione. In questo modo il rinofaringe rimane isolato dalle vie aeree inferiori e la piccola quantità di aria in esso contenuta viene "compressa" e spinta verso l'alto; inoltre i movimenti della muscolatura faringea, analogamente a quanto accade per la deglutizione, favoriscono l'apertura dell'ostio tubarico.
È una manovra poco dispendiosa per quanto riguarda il consumo di ossigeno e priva di ripercussioni a livello polmonare; rappresenta, pertanto, la più consigliabile delle manovre di compensazione forzata. L'impiego è ostacolato dalla relativa difficoltà di apprendimento.

## Attività professionale

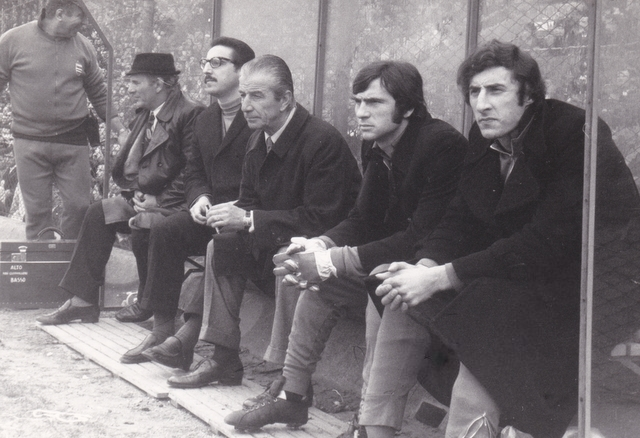
La panchina della Sampdoria a Marassi il 14 febbraio 1971 (Sampdoria-Milan 1-1): Comino (in piedi), Bernardini, il prof. Odaglia, Poggi, Pellizzaro, Morello

Ha diretto dal 1962 l’Istituto di Medicina dello Sport della FMSI a Genova.
Nella Federazione Medico Sportiva Italiana è stato eletto consigliere dal 1964 al 1969, in seguito membro di varie Commissioni federali e poi Presidente negli anni 1999-2000.
Membro della Commissione Medica della FIN dal 1957, è stato medico federale ai Campionati Europei di nuoto a Lipsia nel 1962 e Presidente del Comitato Regionale Ligure della Federazione dal 1970 al 1972.
Vice Delegato Regionale per la Liguria del CONI negli anni 1972-1973.
Ha ricoperto incarichi dirigenziali presso la Confederazione Mondiale delle Attività Subacquee (rappresentante ufficiale per l’Italia dal 1960, consigliere d’amministrazione nel 1968, consigliere scientifico dal 1974 al 1979).
Dal 1959 è stato componente della Commissione Medica della FIPS, di cui è diventato presidente nel 1974.
Per 40 anni è stato medico sociale della U.C. Sampdoria (cominciò nel 1959, essendo presidente Alberto Ravano).

## Ruoli in associazioni e federazioni
Ha partecipato attivamente allo sviluppo del Panathlon, come socio (dal 1961), consigliere, presidente e presidente onorario di club (Genova e Genova Levante, di cui fu fondatore); poi anche come consigliere internazionale, per otto anni, e come membro della Commissione Culturale.
È stato fondatore e consigliere dell’Athletic Club Genova (1968-1970).
Socio dal 1986 del Rotary Club Rapallo Tigullio, che ha presieduto nell'anno 1996-97.
Ha svolto il ruolo di Coordinatore dell’Accademia Culturale di Rapallo negli anni 2004-2007.

## Attività sportiva

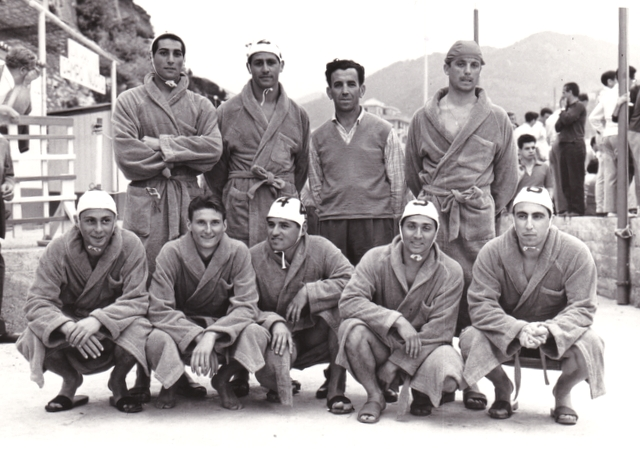
La Pro Recco del 1957 - In alto: Eraldo Pizzo, Repetto, Zanone, Andreani. In basso: Guidotti, Cevasco, Maraschi, Piero Pizzo, Odaglia

Ha praticato calcio (prendendo parte ad undici campionati minori), nuoto, nuoto subacqueo ed atletica leggera, ma si è distinto particolarmente nella pallanuoto, col ruolo di centroboa, partecipando, dal 1947 al 1966, a venti campionati, di cui tredici in Serie A (sei nella Pro Recco, quattro nella R.N. Camogli, due nella Sportiva Sturla ed uno nella Sportiva Nervi).
Nella Pro Recco ha giocato per la prima volta nel 1954, unico non recchelino, allenato da Pio Levaro ed al fianco dei fratelli Eraldo e Piero Pizzo, segnando il primo goal della squadra in Serie A il 26 giugno 1954 contro la R.N. Florentia nella piscina Cozzi di Milano. L'anno successivo è stato capocannoniere del campionato, realizzando 35 reti, e sempre con la Pro Recco ha poi vinto lo scudetto nel 1964.
| Stagione | Squadra          | Campionato  | Note                     |
| -------- | ---------------- | ----------- | ------------------------ |
| 1948     | Sportiva Sturla  | Serie C     |                          |
| 1949     | Sportiva Sturla  | Serie C e B |                          |
| 1950     | Sportiva Sturla  | Serie A     |                          |
| 1951     | Sportiva Sturla  | Serie A     |                          |
| 1952     | S.C. Genoa Nuoto | Serie B     |                          |
| 1953     | Sampierdarenese  | Serie B     |                          |
| 1954     | Pro Recco        | Serie A     |                          |
| 1955     | Pro Recco        | Serie A     | Capocannoniere (35 reti) |
| 1956     | Pro Recco        | Serie A     |                          |
| 1957     | Pro Recco        | Serie A     |                          |
| 1958     | Sportiva Nervi   | Serie A     |                          |
| 1959     | R.N. Camogli     | Serie A     |                          |
| 1960     | R.N. Camogli     | Serie A     |                          |
| 1961     | R.N. Camogli     | Serie A     | Terza classificata       |
| 1962     | R.N. Camogli     | Serie A     |                          |
| 1963     | Pro Recco        | Serie A     |                          |
| 1964     | Pro Recco        | Serie A     | Campione d'Italia        |
| 1965     | Andrea Doria     | Serie B     | Seconda classificata     |
| 1966     | Andrea Doria     | Serie B     |                          |

È entrato nella schiera dei cannonieri “fulminei” della Pro Recco (riusciti a segnare nel primo minuto di gioco) il 7 luglio 1955 nell’incontro di Serie A Pro Recco-Roma (3-2) con una rete realizzata dopo 25 secondi.

## Libri
- Scendete sott’acqua con me, volume didattico scritto con Duilio Marcante, 1959.

## Premi e riconoscimenti
- Il 30 agosto 1985 gli è stato consegnato il Premio Regionale Ligure con la motivazione “Clinico di collaudata esperienza e campione d’Italia di pallanuoto della leggendaria Pro Recco, ha saputo fondere due momenti del suo impegno in una disciplina com’è la Medicina Sportiva, fattore essenziale per una seria formazione atletica e la tutela della salute.”
- Premio Scienza Arte e Sport 1997[14], assegnato dall'Associazione Nazionale Atleti Olimpici e Azzurri d'Italia a chi ha messo il proprio talento al servizio dello sport e degli sportivi.
- Il 26 febbraio 2011, presso il Museo del mare di Genova, ha ricevuto un diploma d'onore UISP "per avere dedicato con intenso impegno la propria attività medica specialistica alla collaborazione con Duilio Marcante e alla diffusione delle conoscenze e delle competenze dirette alla tutela della sicurezza dell’operatore subacqueo iperbarico"[15].
- Il 22 settembre 2013, nel corso di una cerimonia tenutasi presso l'Acquario di Genova, ha ricevuto il Tridente d’Oro dell’Accademia Internazionale delle Scienze e Tecniche Subacquee[16].